# Nelson Romero
Nelson Romero (* 16. Oktober 1951 in San José, Uruguay; † 21. November 2012 in San José de Mayo) war ein uruguayischer Maler und Grafiker.
Seine erste Einzelausstellung fand 1972 in der Galería del Arte im montevideanischen Palacio Salvo statt. 1973 erhielt er eine Einladung zur Teilnahme am Zeichenwettbewerb des Joan Miró Preises in Barcelona. Im selben Jahr nahm er auch an der Zweiten Grafik- und Zeichen-Biennale im kolumbianischen Cali teil. Es folgten zahlreiche weitere Ausstellungen im In- und Ausland, so etwa 1974 in Buenos Aires bei 6 Artistas Uruguayos oder 1976 in Barcelona in der Galería U. Seine Werke waren Teil einer thematisch der uruguayischen Kunst verbundenen Ausstellung, die 1982 im Museo Nacional de Artes Visuales (MNAV) in Montevideo ihren Ausgangspunkt hatte, um in der Folgezeit in den deutschen Städten München, Bonn, Stuttgart und Berlin präsentiert zu werden. Der Siebten Internationalen Biennale des Humors und der Satire in der Kunst im bulgarischen Grabovo wohnte Romero 1985 erfolgreich bei, denn dort wurde ihm eine Ehrenerwähnung zu teil. Im gleichen Jahr stellte er in Madrid aus, 1986 dann in Havanna auf der dortigen Biennale. 1999 und 2001 stehen Teilnahmen des Malers, dessen Werke sich thematisch teils mit biblischen und jüdischen Motiven beschäftigen, an Ausstellungen in Tel Aviv und Jerusalem zu Buche.
Romeros Werke befinden sich in Museen, wie beispielsweise dem Museo de Arte Contemporáneo und dem Museo Nacional de Bellas Artes in Montevideo, im Museo de Arte Americano in Maldonado oder dem Museo José Luis Cuevas in Mexiko. Sie sind aber auch Bestandteil privater in- und ausländischer Sammlungen in den USA, Japan, Deutschland, Schweiz, Italien, Venezuela, Argentinien, Brasilien, Kolumbien, Kanada, Spanien, Frankreich, den Niederlanden und Israel.